# إدوارد المعترف
إدوارد المُعتَرِف (بالإنجليزية: Edward the Confessor) عاش (ح.1003-1066 م) قديس وملك إنكلترا، كان آخر ملوك آل وسيكس، وقد حكم من عام 1042 حتى وفاته عام 1066. وهو من أصول سكسونية، والده هو الملك «إيثلرِد أونريدي» (Ethelred the Unready)، وأمه هي إيما زوجة كانوت العظيم الغازي الدنماركي بعد وفاة والده.
من أهم أعماله تأسيس دَيْر ثم كاتدرائية «وستمنستر» (Westminster) في لندن، ليدفن فيها لاحقًا. وهو صاحب التاج المعروف بتاج القديس إدوارد الذي يتوج به ملوك بريطانيا في احتفالات تتويجهم.
كان «إيرل غودوين» (Earl Godwin) ت (1053) والد زوجته ذا تأثير كبير عليه، فكان يعد الحاكم الفعلي للبلاد أثناء أغلب الفترة التي قضاها إدوارد على رأس السلطة. لم يكن الأخير متحمسًا لممارسة دوره في الحكم، فترك المهمة لأحد أبناء غودوين، والذي توج لاحقًا ملكاً باسم: هارولد الثاني.
تنسِب المصادر القديمة إلى إدوارد أعمالًا جليلة كثيرة، كما تصفه بالوَرَعِ والتقوى، كرمته الكنيسة عندما أعلن البابا إلكسندر الثالث تقديسه (في ما يعرف بمصطلح التطويب ) عام 1161 م، ونظرًا إلى موته مِيْتةً طبيعية، فقد أُطلق عليه لقب «المُعترِف» -بدلاً من لفظ «الشهيد»، الذي يطلق على القديسين الذين يُقتلون أو يُعذبون حتى الموت- مثل عمه الملك إدوارد الشهيد، وتحتفل كل من الكنيسة الكاثوليكية والإنجليزية في 13 اكتوبر بهذه الذكرى.